# Katzenaugennebel
Der Katzenaugennebel (NGC 6543) ist ein Planetarischer Nebel im Sternbild Drache am Nordsternhimmel. Er ist strukturell einer der komplexesten unter den bekannten Nebeln. Hochauflösende Aufnahmen des Hubble-Weltraumteleskops enthüllten außergewöhnliche Strukturen wie Knoten, Jets und bogenartige Merkmale. Visuell ähnelt er dem Katzenauge und wurde entsprechend benannt.
Er wurde am 15. Februar 1786 vom deutsch-britischen Astronomen Wilhelm Herschel entdeckt und war der erste Planetarische Nebel, dessen Spektrum untersucht wurde (durch den Amateurastronomen William Huggins 1864).

## Allgemeine Informationen
NGC 6543 ist ein sehr genau untersuchter Planetarischer Nebel. Er hat eine Magnitude von 8,1 und ist daher mit dem bloßen Auge nicht erkennbar. Er hat aber eine sehr hohe Oberflächenhelligkeit. Seine Rektaszension beträgt 17h 58.6m und seine Deklination 66° 38′. Seine hohe Deklination bedeutet, dass er leicht von der nördlichen Hemisphäre aus beobachtet werden kann, auf der sich die meisten großen Teleskope befinden. NGC 6543 befindet sich fast am Nordpol der Erdbahn und ist daher auch unter dem älteren Namen Ekliptiknordpol-Nebel bekannt.
Während der Durchmesser des hellen inneren Teils mit ungefähr 20 Bogensekunden einen sehr kleinen Teil einnimmt, existiert um den Nebel auch ein 6,4 Bogenminuten großer Halo, der von seinem alten Stern ausgestoßen wurde, als dieser ein Roter Riese war.
Der Hauptkörper hat eine Dichte von rund 5.000 Teilchen pro cm³ und eine Temperatur von rund 8.000 K. Der äußere Halo hat eine Temperatur von 15.000 K und eine viel geringere Dichte.
Der zentrale Stern ist ein O-Typ Stern und hat eine Temperatur von 80.000 K. Er scheint ungefähr 10.000 Mal heller als unsere Sonne, besitzt aber, im Vergleich mit ihr, nur den 0,65-fachen Radius.
Durch spektroskopische Analysen konnte gezeigt werden, dass er zurzeit Masse durch seinen schnellen Sternwind verliert. Es sind ungefähr 3,2×10−7 Sonnenmassen im Jahr – 20 Billionen Tonnen pro Sekunde. Die Windgeschwindigkeit beträgt 1900 km/s. Berechnungen zeigten, dass die Sternmasse nur wenig mehr als eine Sonnenmasse beträgt, jedoch geht man bei den Rechnungen davon aus, dass er ursprünglich einmal 5 Sonnenmassen besaß.

## Beobachtung
Der Nebel wurde am 15. Februar 1786 von Wilhelm Herschel entdeckt und war durch den Amateurastronom William Huggins 1864 der erste Planetarische Nebel, bei dem man das Spektrum untersucht hat. Huggins’ Beobachtungen waren die ersten, die darauf hindeuteten, dass er aus extrem verdünntem Gas besteht. Seit diesen frühen Beobachtungen wurde NGC 6543 quer durch das ganze elektromagnetische Spektrum untersucht.

### Infrarotbeobachtungen
Aus Beobachtungen an NGC 6543 im Infrarotbereich geht hervor, dass es dort interstellaren Staub in niedrigen Temperaturregionen gibt. Man vermutet, dass er sich in der letzten Phase des ursprünglichen zentralen Sterns gebildet hat. Der Staub absorbiert Licht vom Zentralstern und wandelt es in Infrarotlicht um. Aus dem Infrarotspektrum des Staubs hat man errechnet, dass er eine Temperatur von rund 70 K hat.
Infrarotemissionen zeigten auch die Existenz von nichtionisiertem Material wie molekularem Wasserstoff (H2). In vielen Planetarischen Nebeln ist die Emission durch Moleküle am Rand des Nebels am größten, jedoch scheint in NGC 6543 die stärkste Emission durch molekularen Wasserstoff um den inneren Teil des äußeren Halo zu sein. Ein Grund könnte sein, dass verschieden schnelle Stoßwellen, die das H2 enthalten, kollidieren.

### Optische und ultraviolette Beobachtungen

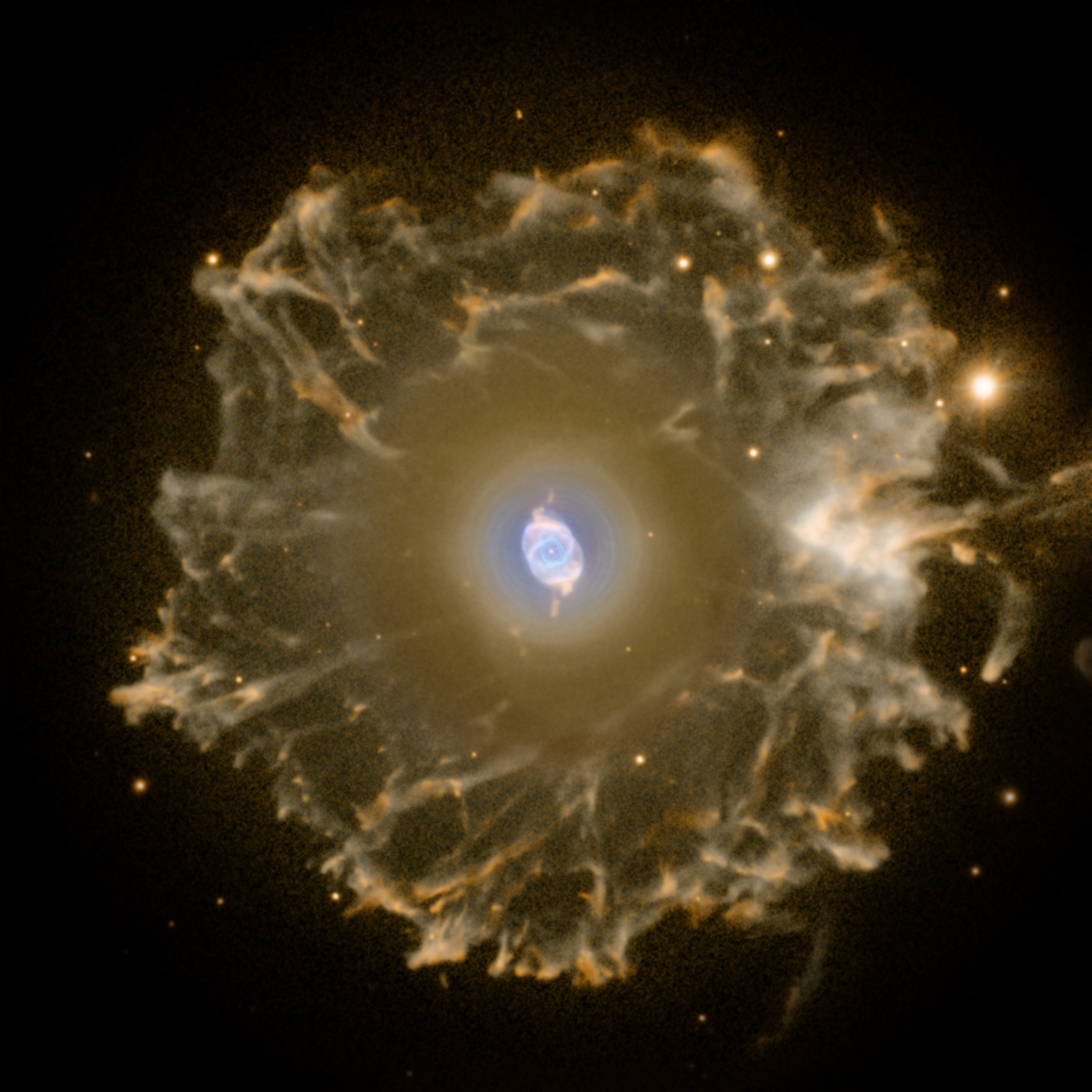
Aufnahme des NOT der weiteren Umgebung mit Schmalbandfilter: Sauerstoff blau, Stickstoff rot

NGC 6543 wurde im ultravioletten und optischen Wellenlängenbereich umfassend untersucht. Die Bilder dieser Wellenlängen werden benutzt, um die komplizierte Struktur des Nebels sichtbar zu machen. Dagegen dienen spektroskopische Beobachtungen zur Ermittlung der chemischen Zusammensetzung.
Das Bild des Hubble-Weltraumteleskops zeigt nicht die Farben des Nebels, wie sie in Wirklichkeit sind. Es wurde erstellt, um die Verteilung von hohem und niedrigem Ionisationsgehalt zu zeigen. Hierfür wurden drei Bilder übereinander gelegt, die einfach ionisierten Wasserstoff der Wellenlänge 656,3 nm, ionisierten Stickstoff bei 658,3 nm und ionisierten Sauerstoff der Wellenlänge 500.7 nm zeigen. Da die Farben der einzelnen Wellenlängen rot, rot und grün sind, hat man ihnen zur besseren Unterscheidung die 3 Kanäle rot, grün und blau zugewiesen. Man erkennt auf dem Bild bei den Ecken zwei Bereiche aus wenig ionisiertem Material.

### Röntgenstrahlen-Beobachtung

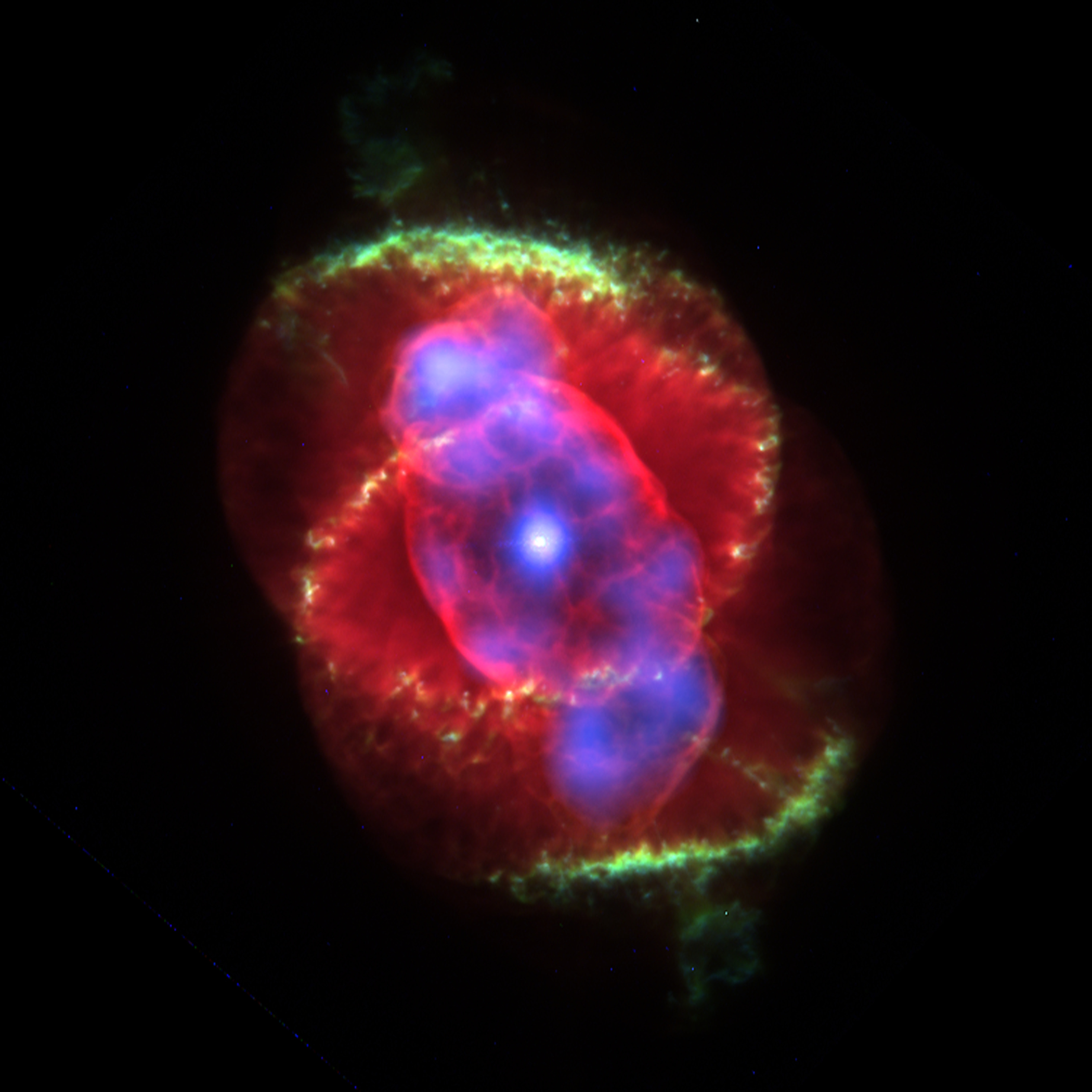
Zusammengesetztes Bild aus optischen Fotografien des Hubble-Weltraumteleskops und, blau dargestellt, Röntgenstrahlendaten des Chandra-Röntgenteleskops

Durch Beobachtungen der Röntgenstrahlen durch das Chandra-Röntgenteleskop wurde 2001 die Existenz extrem heißen Gases in NGC 6543 nachgewiesen. Das Bild am Anfang des Artikels ist eine Kombination aus optischen Bildern des Hubble-Weltraumteleskops und Röntgendaten des Chandra-Teleskops. Es wird angenommen, dass das sehr heiße Gas entsteht, weil es zu starken Wechselwirkungen zwischen dem Sternwind und dem ausgestoßenen Material kommt. Dies führte auch dazu, dass das Innere des Nebels ausgehöhlt wurde.
Durch die Beobachtungen mit Chandra konnte eine Punktquelle an der Position des Zentralsterns ausgemacht werden. Ein Stern stößt jedoch gewöhnlich nicht so starke Röntgenstrahlen aus, so dass man sich ihr Vorhandensein nicht erklären kann. Dies könnte auf die Anwesenheit einer heißen Akkretionsscheibe in einem Doppelsternsystem hindeuten.

## Entfernung
Ein langbestehendes Problem bei Planetarischen Nebeln war die Entfernungsbestimmung. Viele bewährte Methoden beruhten auf Annahmen, die möglicherweise nicht auf Planetarische Nebel anwendbar sind.
In den letzten Jahren gab es durch das Hubble-Weltraumteleskop eine neue Methode zur Entfernungsbestimmung. Da sich alle Planetarischen Nebel ausdehnen, kann man dies auch mit hochauflösenden Teleskopen, die über mehrere Jahre Bilder gemacht haben, feststellen. Die Änderung ist meist sehr klein (ein paar Tausendstel Bogensekunden oder sogar weniger). Durch spektroskopische Analysen kann man mit Hilfe des Dopplereffekts die Expansionsgeschwindigkeit des Nebels in Richtung Beobachtungslinie bestimmen. Vergleicht man diese Ausdehnung mit der Veränderung des Winkels, den der Nebel am Himmel einnimmt, kann man dadurch die Entfernung bestimmen.
Die ein paar Jahre alten Aufnahmen des Hubble-Weltraumteleskop von NGC 6543 wurden verwendet, um die Entfernung zu bestimmen. Seine Ausdehnung am Himmel vergrößert sich jährlich um ungefähr 10 Tausendstel Bogensekunden, während seine Expansion Richtung Beobachtungslinie 16,4 km/s beträgt. Daraus wurde geschlussfolgert, dass NGC 6543 ungefähr 1000 Parsec (3×1019 m) von der Erde entfernt ist.

## Alter
Die Größenveränderung kann auch benutzt werden, um das Alter zu bestimmen. Angenommen der Nebel dehnte sich bisher immer mit der heutigen Geschwindigkeit von jährlich 10 Tausendstel Bogensekunden aus. Da er heute einen Durchmesser von 20 Bogensekunden erreicht hat, beträgt sein Alter 1000 Jahre. Dies ist jedoch nur eine Obergrenze, da die Ausdehnung ständig verlangsamt wird. Dies geschieht durch die Kollision mit ausgeworfenem Material aus einer früheren Lebensphase des Sterns oder durch Kollision mit dem Interstellaren Medium.

## Zusammensetzung
NGC 6543 besteht zum größten Teil aus Wasserstoff und Helium und sehr wenig schwereren Elementen (Metalle). Jedoch können die Ergebnisse unterschiedlicher Analysen der Vorkommen variieren. Der Grund liegt in der sehr kleinen Aperturblende der Spektroskope in Teleskopen. Sie nehmen nur einen sehr kleinen Teil wahr und beobachten demnach meist nicht die gleichen Teile des Nebels.
Das Verhältnis Helium zu Wasserstoff beträgt 0,12, zu Kohlenstoff und Stickstoff jeweils 3×10−4 und zu Sauerstoff 7×10−4. Diese Angaben sind typisch für Planetarische Nebel. Er hat größere Anteile an Kohlenstoff, Stickstoff und Sauerstoff als die Sonne, da die Heliumfusion die Sternenatmosphäre mit diesen schweren Elementen angereichert hatte, bevor sie als Planetarischer Nebel ausgestoßen wurde.
Durch genaue spektroskopische Analysen von NGC 6543 könnte man zeigen, dass der Nebel einige kleine Regionen besitzt, die stark mit schweren Elementen angereichert sind. Darauf wird weiter unten eingegangen.

## Bewegung und Gestalt
NGC 6543 ist ein sehr komplexer Nebel und die Mechanismen, die zu seiner komplizierten Gestalt führten, sind noch nicht gut erforscht.
Die Wechselwirkungen des Sternwinds mit dem ausgestoßenen Material sind der Hauptgrund für die hellen Bereiche des Nebels. Das führt zur Emission von Röntgenstrahlen. Der Sternwind hat die innere Blase des Nebels ausgehöhlt und zum Durchbrechen der Blase an beiden Enden geführt.
Es wird auch angenommen, dass der Zentralstern Teil eines Doppelsternsystems ist. Die Akkretionsscheibe könnte durch den Massenaustausch zwischen den beiden Sternen hervorgerufen worden sein. Dadurch könnte es zu der Bildung der Polarjets gekommen sein, die dann das früher ausgestoßene Material beeinflussen. Durch die Präzession ändert sich allmählich die Richtung der Jets.
Außerhalb des helleren inneren Bereichs erkennt man bis zu elf konzentrische Ringe, die abgestoßen wurden, bevor sich der Planetarische Nebel gebildet hat. Der Stern befand sich damals in einem asymptotischen Gigantischen Nebenzweig des Hertzsprung-Russell-Diagramms. Die gleichmäßige Verteilung der Ringe lässt auf Mechanismen schließen, die das Material der Ringe in sehr regelmäßigen Abständen und sehr ähnlichen Geschwindigkeiten ausgestoßen haben.
Noch weiter außerhalb in sehr großer Entfernung vom Stern befindet sich um ihn ein großer schwacher Halo. Auch er entstand, bevor sich der Hauptnebel gebildet hat.

## Aktueller Forschungsgegenstand
Obwohl der Katzenaugennebel sehr genau untersucht wurde, bleiben immer noch viele Fragen offen. Die konzentrischen Ringe um den inneren Nebel wurden in Intervallen von einigen hundert Jahren ausgestoßen. Diese Dauer ist kaum zu erklären. Durch Wärme erzeugte Pulsationen, die am Beginn von planetarischen Nebeln existieren, haben ein Zeitintervall von einigen Zehntausend Jahren, während kleinere Pulsationen an der Oberfläche sich nur alle paar Jahrzehnte ereignen. Man kennt den Mechanismus nicht, der in dieser Zeitspanne die konzentrischen Ringe um den Katzenaugennebel formen konnte.
Das Spektrum von Planetarischen Nebeln besteht aus Emissionslinien. Sie entstehen entweder durch Kollision angeregter Ionen oder durch Rekombination der Elektronen mit den Ionen. Kollisionslinien sind wesentlich stärker als Rekombinationslinien und wurden deshalb früher benutzt, um die chemische Zusammensetzung zu bestimmen. Laut neueren Studien ist das Vorkommen, das durch die Rekombinationslinien im Spektrum von NGC 6543 ermittelt wurde, ungefähr dreimal höher als das, welches durch die Kollisionslinien ermittelt wurde. Der Grund für diese Unterschiede ist strittig. Die Erklärungen reichen von einigen Gebieten, die sehr viel Material aus schweren Elementen enthalten, bis hin zu größenveränderlichen Temperaturfluktuationen im Nebel.